# Chili My
Chili My – polski zespół muzyczny, wpisujący się w nurt muzyki chrześcijańskiej, grający mieszankę rocka, popu i folku. 
Zespół został założony w 1996 roku, wydał cztery albumy i zagrał kilkaset koncertów. W 2009 roku członkowie zespołu zawiesili działalność.

## Obecny skład zespołu
- Jacek Wąsowski - gitara akustyczna, mandolina
- Adam Krylik - śpiew
- Jerzy Runowski - gitara elektryczna
- Kornel Popławski - gitara basowa
- Konrad Zieliński - perkusja

## Dyskografia
- 1996 - Jacek Wąsowski & Chili My
- 1999 - ...czyli kto?
- 2002 - III
- 2004 - 4